# Деденевы
Деденёвы (Дидиневы, Дединевы, Диденевы) — древний русский дворянский род.
Род внесён в VI часть родословной книги Псковской губернии.

## История рода
Рязанские помещики: сын боярский Рязанского владыки Фёдор Григорьевич и Иван Деденёв (1567).
Предок рода Русин Деденёв был сыном боярским (1576). Вёрстаны новичными окладами (1596): Богдан Иванович по Торжку, Юрий Семёнович, Евдоким Яковлевич и Иван Алексеевич по Невлю, Дружина Фёдорович по Смоленску. Дементий Деденёв владел поместьем в Белёвском уезде (1628). Бежецкий вотчинник Дмитрий Иванович убит под Смоленском (1634). В Новгородских писцовых книгах записаны двенадцать представителей рода (1626-1627). Владели населёнными имениями (1699) двое представителей рода.
Михаил Алексеевич Деденёв (1720—1786) был при Екатерине II сенатором.

## Описание гербов

#### Герб Деденёвых 1785 г.
В Гербовнике Анисима Титовича Князева 1785 года имеется изображение печати с гербом генерал-поручика, действительного тайного советника, сенатора, кавалера ордена Святого Александра Невского Михаила Алексеевича Деденёва (? - 1786): в серебряном поле щита изображена золотая лилия. Под щитом золотой крест ордена Святого Александра Невского. Щит увенчан коронованным дворянским шлемом с клейнодом на шее. Нашлемник: три страусовых пера, посредине которых означен золотой крест. Цветовая гамма намёта не определена.

#### Герб. Часть II. № 113.
В щите, имеющем голубое поле изображена золотая лилия. Щит увенчан обыкновенным дворянским шлемом с дворянской на нём короной и пятью павлиньими перьями, посередине которых означена золотая лилия. Намёт на щите голубой, подложенный золотом.
Герб внесён в Общий гербовник дворянских родов Российской империи, часть 2, 1-е отделение, стр. 113.